# Bobby Schmautz
Robert James „Bobby“ Schmautz (* 28. März 1945 in Saskatoon, Saskatchewan; † 28. März 2021 in Peoria, Arizona, USA) war ein kanadischer Eishockeyspieler. Der rechte Flügelstürmer bestritt zwischen 1968 und 1981 über 800 Spiele für fünf Teams in der National Hockey League, den Großteil davon für die Vancouver Canucks und die Boston Bruins. Den Beginn seiner Profikarriere verbrachte er überwiegend in der Western Hockey League.

## Karriere

### Anfänge
Bobby Schmautz begann seine Karriere in seiner Geburtsstadt bei den Saskatoon Quakers und den Saskatoon Blades in der Saskatchewan Junior Hockey League (SJHL), der höchsten Nachwuchsspielklasse seiner Heimatprovinz. In dieser Zeit wählte man den Flügelstürmer zweimal in ein All-Star Team der Liga, nachdem er jeweils im Schnitt knapp ein Tor pro Spiel erzielt hatte. 1965 gelang ihm der Sprung zu den Los Angeles Blades in die Western Hockey League (WHL) und somit in den Profibereich, wo er seine in der Jugend gezeigten Offensivqualitäten jedoch vorerst nicht bestätigen konnte. In der Folge wechselte er nach zwei Saisons in Kalifornien zur Saison 1967/68 zu den Chicago Black Hawks in die National Hockey League (NHL), wurde allerdings vorerst hauptsächlich bei deren Farmteam, den Dallas Black Hawks, in der Central Professional Hockey League (CPHL) eingesetzt.
Im Jahr darauf etablierte sich Schmautz erstmals in der NHL, wurde jedoch nach 16 Scorerpunkten in 64 Spielen im NHL Intra-League Draft 1969 von den St. Louis Blues ausgewählt. Diese wiederum schickten ihn wenige Wochen später samt Norm Beaudin zu den Canadiens de Montréal und erhielten dafür Ernie Wakely. Die Canadiens hatten keine Verwendung für den Kanadier, sodass sie ihn im August 1969 für eine finanzielle Gegenleistung zu den Salt Lake Golden Eagles zurück in die WHL transferierten. Nach nur zwölf Einsätzen sandten ihn die Golden Eagles innerhalb der Liga im Tausch für Guyle Fielder zu den Seattle Totems, bei denen er in der Folge über zwei Jahre aktiv war. Die Rückkehr in die NHL gelang dem Angreifer im Februar 1971, als ihn die Vancouver Canucks verpflichteten und dafür Jim Wiste und Ed Hatoum leihweise zu den Totems schickten.

### NHL
Bei den Canucks, die erst zu Beginn der Spielzeit zur Liga gestoßen waren, etablierte sich Schmautz in der Folge endgültig auf NHL-Niveau. Der Durchbruch gelang ihm dabei in der Spielzeit 1972/73, als er in 77 Spielen 38 Tore und 33 Vorlagen verzeichnete und mit diesen 71 Punkten seinen Karriere-Bestwert erreichte. Darüber hinaus wurde er infolgedessen zu den NHL All-Star Games 1973 und 1974 eingeladen. Im Februar 1974 gaben ihn die Canucks allerdings an die Boston Bruins ab und erhielten im Gegenzug Fred O’Donnell, Chris Oddleifson sowie die Rechte an Mike Walton. Zu diesem Zeitpunkt hatte in der relativ kurzen NHL-Geschichte der Canucks nur André Boudrias mehr Treffer für Vancouver erzielt als Schmautz.
Mit den Bruins erreichte der Flügelstürmer in der Folge prompt sein erstes Stanley-Cup-Finale, unterlag dort allerdings den Philadelphia Flyers mit 2:4. Im Wesentlichen bestätigte er seine zuvor gezeigten Leistungen und produzierte für Boston in den kommenden Jahren konstant etwa 50 Punkte pro Saison. Zudem erreichte er mit dem Team 1977 und 1978 zwei weitere Endspiele um den Stanley Cup, musste sich jedoch jeweils den Canadiens de Montréal geschlagen geben, während er in den Playoffs 1978 gar die gesamte Liga in Toren (11) anführte. Nach fast fünf Jahren schickten ihn die Bruins im Dezember 1979 für Dan Newman zu den Edmonton Oilers, die ihn nur knapp zwei Monate später im Tausch für Don Ashby weiter zu den Colorado Rockies transferierten. Dort beendete er die Saison und erhielt keinen weiterführenden Vertrag, sodass er als Free Agent nach Vancouver zurückkehrte und dort seine Karriere ausklingen ließ, dabei aber noch einmal 61 Scorerpunkte sammelte und teamintern in Toren nur von Tiger Williams übertroffen wurde.
Nach der Spielzeit 1980/81 erklärte Schmautz seine aktive Laufbahn für beendet. Insgesamt hatte er 848 Spiele absolviert und dabei 299 Tore und 319 Vorlagen für 618 Scorerpunkte erzielt.
Schmautz starb am 28. März 2021 an seinem 76. Geburtstag in seiner Wahlheimat Peoria im US-Bundesstaat Arizona.

## Erfolge und Auszeichnungen
- 1964 SJHL Second All-Star Team
- 1965 SJHL First All-Star Team
- 1973 Teilnahme am NHL All-Star Game
- 1974 Teilnahme am NHL All-Star Game

## Karrierestatistik
(Legende zur Spielerstatistik: Sp oder GP = absolvierte Spiele; T oder G = erzielte Tore; V oder A = erzielte Assists; Pkt oder Pts = erzielte Scorerpunkte; SM oder PIM = erhaltene Strafminuten; +/− = Plus/Minus-Bilanz; PP = erzielte Überzahltore; SH = erzielte Unterzahltore; GW = erzielte Siegtore; 1 Play-downs/Relegation; Kursiv: Statistik nicht vollständig)

## Persönliches
Seine älteren Brüder Arnie (1933–2016) und Cliff Schmautz (1939–2002) waren ebenfalls professionelle Eishockeyspieler, verbrachten ihre Karrieren jedoch größtenteils in der WHL; nur Cliff lief eine Saison in der NHL auf.